# Chesapeake bay retriever
Chesapeake bay retriever[Nota] é uma raça canina oriunda dos Estados Unidos. Sua origem data dos idos de 1807, e, de acordo com teorias, estes caninos são o resultado dos cruzamentos entre alguns retrivers, tais como o curly-coated e o flat-coat. Originalmente criado para trabalhar tanto na terra quanto na água, foi considerado um eficiente caçador, recolhendo inúmeros pássaros por cada caçada.